# Arthur Smith Woodward
Arthur Smith Woodward (Macclesfield, Cheshire, 23 de maio de 1864 — Haywards Heath, 2 de setembro de 1944) foi um paleontólogo inglês.
Foi implicado na fraude do caso Homem de Piltdown.
Foi laureado com a medalha Lyell em 1896 e a medalha Wollaston em 1924, ambas pela Sociedade Geológica de Londres. Recebeu também a medalha linneana pela Sociedade Linneana de Londres em 1924. Ganhou também a Medalha Real pela Royal Society e a Medalha Clarke pela Sociedade Real de Nova Gales do Sul em 1914.

## Biografia
Woodward nasceu em Macclesfield, Cheshire, Inglaterra e foi educado lá e no Owens College, Manchester. Ele se juntou à equipe do Departamento de Geologia do Museu de História Natural em 1882. Ele se tornou assistente Keeper of Geology em 1892, e Keeper em 1901. Ele foi nomeado Secretário da Sociedade Paleontográfica e, em 1904, foi nomeado Presidente da Geological Society. Ele foi eleito em junho de 1901 membro da Royal Society.
Ele era o especialista mundial em peixes fósseis, escrevendo seu Catálogo de peixes fósseis no Museu Britânico (1889–1901). Suas viagens incluíram viagens à América do Sul e Grécia. Em 1901, para os curadores do Museu de História Natural, ele fez escavações de ossos fósseis de Pikermi (perto de Atenas). Sua contribuição para a paleoictiologia resultou no recebimento de muitos prêmios, incluindo uma medalha real da Royal Society em 1917, as medalhas Lyell e Wollaston da Geological Society, a Medalha Linneana da Linnean Society e a Medalha Clarke da Royal Society de New South Wales em 1914. Ele se aposentou do museu em 1924. Em 1942, Woodward recebeu a Medalha Mary Clark Thompson da Academia Nacional de Ciências dos Estados Unidos.
A reputação de Woodward sofreu com seu envolvimento na fraude do Homem de Piltdown, onde ele deu um nome a uma nova espécie de hominídeo do sul da Inglaterra, que foi finalmente descoberta (após a morte de Woodward) como uma falsificação.
Woodward foi um dos principais defensores da ortogênese. Ele acreditava que havia uma tendência geral na evolução a partir do registro fóssil e especulou que o cérebro humano pode ter sido o produto dessa tendência. Ele discutiu suas opiniões sobre a evolução humana em seu livro The Earliest Englishman (1948).
Woodward morreu em Haywards Heath, Sussex em 1944 com a idade de 80 anos.

## Obras
- "Catalogue of the Fossil Fishes in the British Museum" (1889-1901).